# Championnats d'Asie de karaté 2009
Navigation
Édition précédente Édition suivante
Les championnats d'Asie de karaté 2009 ont lieu à Foshan, en Chine, en septembre 2009. Il s'agit de la neuvième édition des championnats d'Asie de karaté.